# KJ-2000
KJ-2000 (Shaanxi KJ-2000; Kongzhong Jinglei - «повітряна тривога», позначення в NATO: «Mainring») — китайський літак ДРЛС, другого покоління, розроблений Shaanxi Aircraft Corporation і є першою системою РЕР, що знаходиться на озброєнні Повітряних сил Народно-визвольної армії Китаю. Він побудований на модифікованому російському планері Іл-76 (на базі Іл-76ТД) з використанням авіоніки вітчизняної розробки та фіксованого обтічника з трьома радіолокаційними решітками з активним електронним скануванням (AESA), кожен з яких охоплює сектор 120 градусів.

## Розробка

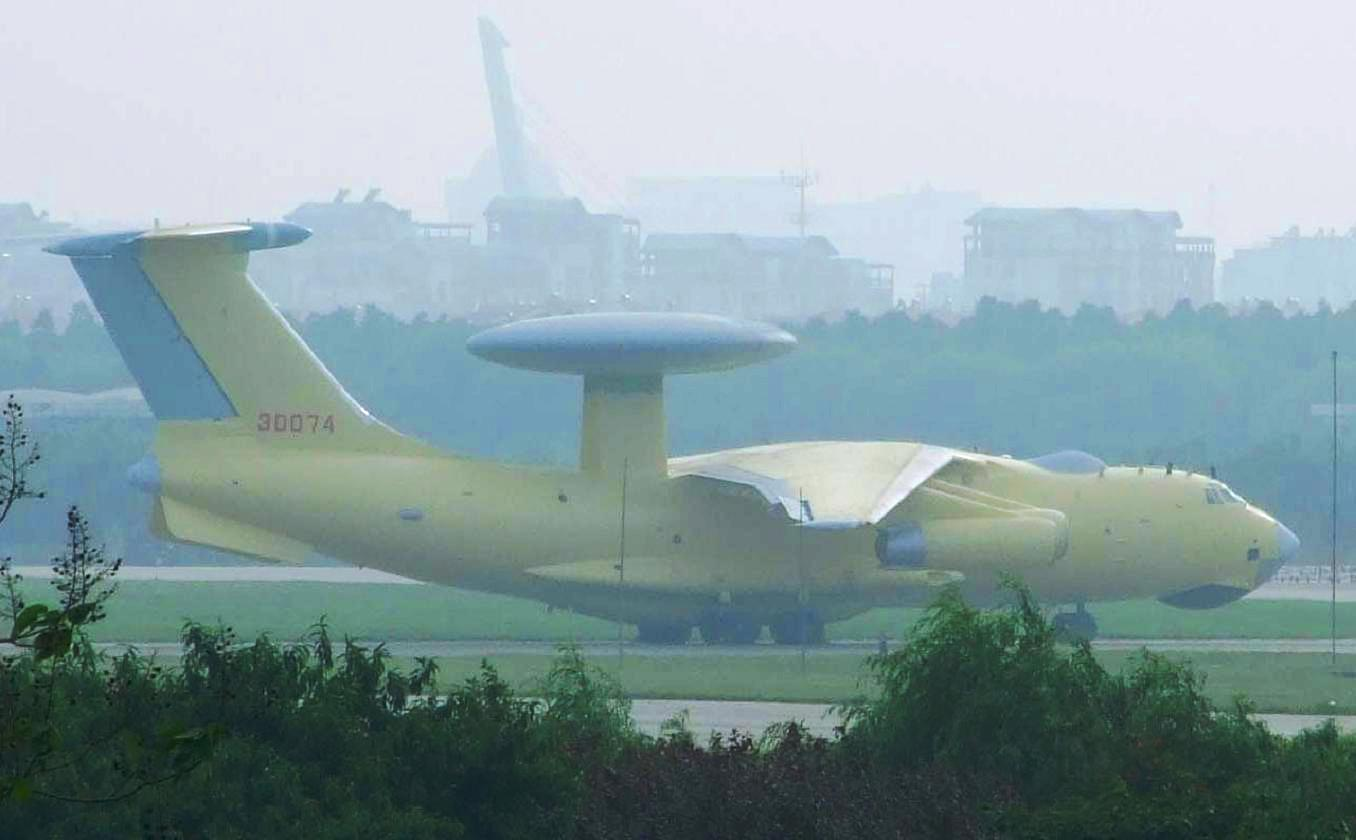
KJ-2000 у 2008 році

Розробку літака було розпочато після того, як у липні 2000 року, під сильним тиском США, Ізраїль відмовився постачати КНР радіолокатор, який планували встановити на російський літак ДРЛО А-50. Тому КНР довелося розробляти власний локатор.
Перший політ літак здійснив у 2003 році. Розробкою KJ-2000 керували ван Хіяомо та Као Чен; а розробкою обтічника для антени локатора - Бай Шученг, а розробкою локатора - Ву Манкінг. Розробка зайняла 6 років, з 1995 до 2001 року. Крім того, Ву Манкінг керував розробкою мікропроцесора Spirit Chip #1 (Hun-Xin Yi-Hao 魂芯一号), який був (у момент розробки) більш ніж у 6 разів потужніший, ніж його західні аналоги. Розробка цього процесора уможливила створення китайських ДРЛО та інших аналогічних систем.
Наразі (станом на травень 2025) парк цих літаків налічує 4 екземпляри. Проте створення інших машин було, мабуть, відкладено через проблеми з поставками літаків-носіїв (Іл-76 ТД). При цьому постачальник, (Рособоронекспорт), всупереч раніше досягнутим домовленостям, значно збільшив вартість усіх Іл-76, що поставляються в Китай та Індію. В результаті обидві країни з початку 2008 року вели переговори з РФ на цю тему. Під час переговорів у березні 2011 року було укладено нову угоду про виробництво Іл-76 у КНР; постачання двигуна Д-30 КП-2 тривали без описаних вище перебоїв .
Через перебої при отриманні літаків-носіїв (Іл-76), у КНР розробили[коли?] спрощений, чисто національний варіант літака ДРЛО KJ-200, встановивши радіолокатор на літак Shaanxi Y-8 (розроблений на основі Ан-12). Цей літак має схожу конструкцію з KJ-2000, але відрізняється конструкцією вертикального хвостового оперення (три кілі).

## Конструкція
Для забезпечення обладнання електроенергією на літаку розміщені генератори збільшеної потужності. Стійки колісного шасі посилено, т.я. передбачена посадка на ґрунт; а колеса передньої опори перероблені таким чином, що можуть розвертатися на кут 50° для маневрування по злітно-посадковій смузі. Для підвищення поздовжньої стійкості в польоті на корпусі в хвостовій частині знизу встановлено два підфюзеляжні кілі. Жорсткість стійки обтічника антени локатора посилена горизонтальними розкосами . Над кабіною екіпажу встановлена штанга для дозаправки в повітрі.
Для самооборони на літаку встановлено устаткування, що попереджує про пуск ракет; та засоби викиду пасивних дипольних відбивачів та інфрачервоних хибних цілей.
Локатор
Літак оснащений радіолокатором з активною фазованою антеною решіткою (АФАР) власної розробки; при розробці локатора був використаний досвід, накопичений при створенні ФАР для своїх есмінців, і ті локатори стали попередниками для створеного ДРЛО. Локатор призначений для виявлення та відстеження як повітряних, так і надводних цілей ; він працює в діапазоні частот 1,2-1,4 ГГц, використовуючи багато складних зондувальних сигналів.
Радіолокатор має круговий огляд; АФАР прихована в круглому обтічнику діаметром 14 м і, на відміну від американського AWACS, антена не обертається - натомість в обтічнику встановлені три антени у вигляді трикутника, що забезпечує огляд 360°, по 120° на одну антену. Багатофункціональний трикоординатний імпульсно-доплерівський радіолокатор був розроблений Нанкінським електронним технологічним дослідницьким інститутом (NII, Nanjing Electronic Technology Research Institute). Максимальна дальність виявлення повітряних цілей – 470 км. РЛС дозволяє одночасно супроводжувати 60-100, за іншими даними сотні, повітряних цілей (включаючи низьколітаючі; і крилаті ракети), і наводити літаки тактичної авіації на 10 з них (автоматично, або в мовному режимі) . Екіпаж ДРЛО 5 осіб (льотчики) та 10 операторів .
Авіоніка

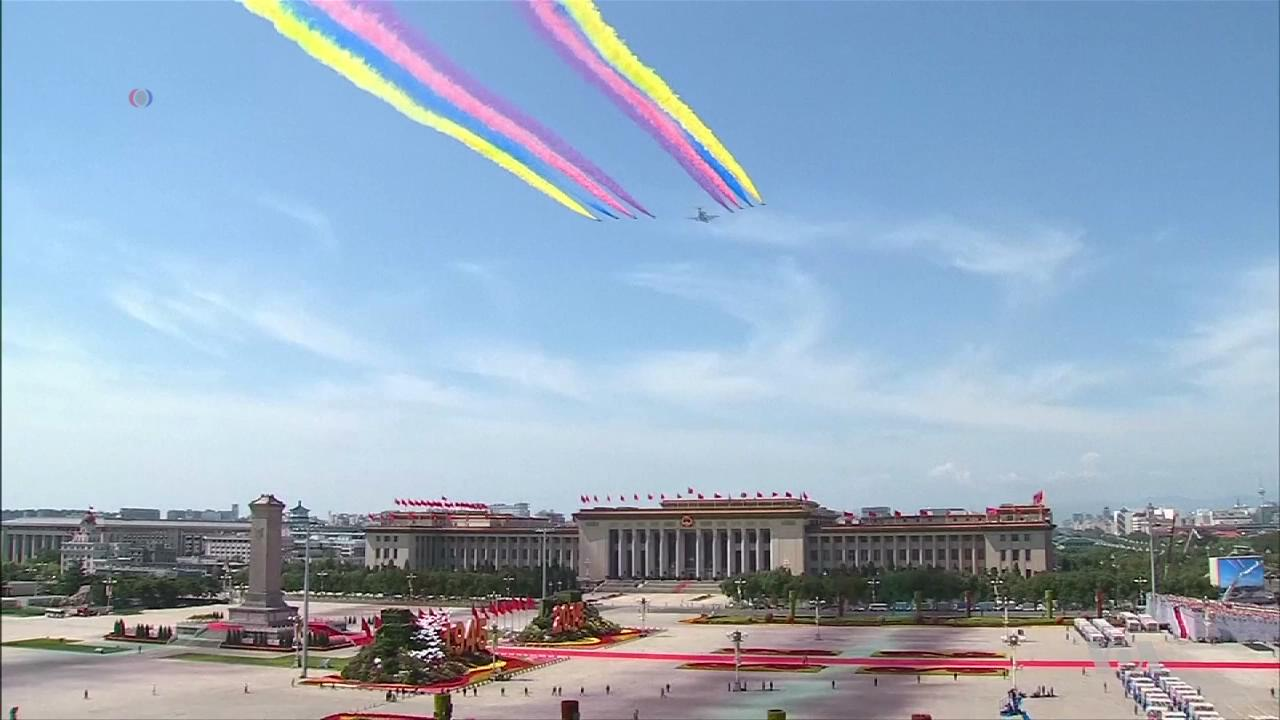
На параді у 2015 році (у центрі)

Бортове радіоелектронне обладнання включає (крім РЛС) центральний комп'ютер, автоматизовані робочі місця, комплекс індивідуального захисту, засоби зв'язку та передачі даних, систему розпізнавання «свій-чужий». Над передньою частиною фюзеляжу в обтічнику розміщена антена супутникового зв'язку та навігації; передбачається встановлення на літак апаратури радіотехнічної розвідки  .
Система зв'язку і передачі даних включає радіостанції УКХ-діапазону (дальність до 350 км); КВ-діапазону (дальність до 2 тис. км) та ССС K U -діапазонів .

## Новий варіант - KJ-3000
У 2013 році було розроблено новий варіант, з радіолокатором нового покоління .
Докладніше: KJ-3000

## Застосування
Перше застосування радіолокатора було виконано на маленькому аеродромі у південній частині Китаю (для таємності) наприкінці 2004 року. Командував літаком Чжан Гуанцзянь, пілот з нальотом більш ніж 6000 годин (включно з Іл-76ТД). Аеродром переобладнали для забезпечення експлуатації нових літаків, перший з яких став там базуватись із 2005 року. В результаті з цього аеродрому здійснювалося застосування змішаної групи літаків ДРЛО - спрощеного KJ-200 і KJ-2000. У 2006 році літаки брали участь у широкомасштабних навчаннях на північному сході КНР, що дозволило випробувати їх в обстановці, наближеній до бойової. Нарешті, у 2013 році було проведено 24-годинне навчання з використанням трьох літаків KJ-2000 у північно-західному Китаї, Східно-Китайському морі та Південно-Китайському морі. 

## Стоїть на озброєнні
- КНР: ВПС Китая. У 2023 році експлуатувалися за призначенням 4[3] машини. Пятий літак (прототип), що залишився без «гриба», перетворений у випробувальний стенд для авіаційних двигунів[7].

## Технічні характеристики
Джерела:  
- Максимальна швидкість, км/год: 850 (785)
- Максимальна дальність польоту, км: 5500
- Максимальна тривалість польоту, годин: 12
- Злітна маса, тонн: 195
- Розмах крил, м: 50,5
- Довжина, м: 46,6
- Висота, м: 14,76
- Практична стеля, м: 10 500
- Практична дальність польоту, км: 5000
- Дальність виявлення повітряних цілей, км: 470
- Дальність виявлення балістичних ракет, км: 1200
- Максимальна кількість цілей, які можуть супроводжуватися одночасно: 100 (за іншими даними сотні [7])

Літак може вести розвідку у складі оперативної групи з висот 5-10 км при швидкості польоту 600-700 км/год протягом 7-8 годин (без дозаправки ) .